# پیکابو (آیداهو)
پیکابو (به انگلیسی: Picabo) یک منطقهٔ مسکونی در ایالات متحده آمریکا است که در آیداهو واقع شده‌است. پیکابو ۱۰۳٫۵ کیلومتر مربع مساحت و ۱۲۸ نفر جمعیت دارد و ۱٬۴۷۵ متر بالاتر از سطح دریا واقع شده‌است.